# Seuchenmatte
Eine Seuchenmatte hat die Aufgabe, bei unter Quarantäne stehenden Gebäuden und Höfen sicherzustellen, dass Besucher vor dem Betreten der Gebäude ihre Schuhe desinfizieren.
Viele Tierseuchen wie beispielsweise Maul- und Klauenseuche verbreiten sich durch Viren, die an verschmutzten Schuhen haften können. Verschiedene Seuchenschutzvorschriften (u. a. Verordnung zum Schutz gegen die Vesikuläre Schweinekrankheit (VesikSchweinV), Verordnung zum Schutz gegen die Geflügelpest (Geflügelpest-Verordnung), Verordnung zum Schutz gegen die Maul- und Klauenseuche (MKS-VO), Verordnung zum Schutz der Rinder vor einer Infektion mit dem Bovinen Herpesvirus Typ 1 (BHV1V) sowie Verordnung zum Schutz gegen die Aujeszkysche Krankheit (AujKrV)) sehen den Einsatz von Seuchenmatten als Schutzmaßnahmen vor. Die Missachtung des gebotenen Einsatzes von Seuchenmatten stellt regelmäßig eine Ordnungswidrigkeit nach § 76 Abs. 2 Nr. 1 lit. b) Tierseuchengesetz (TierSG) dar, die mit einer Geldbuße von bis zu 25.000 € geahndet werden kann, § 76 Abs. 3 TierSG. Daneben kann auch eine etwaig zu zahlende Tierseuchenentschädigung gekürzt werden.
Eine Seuchenmatte besteht in den meisten Fällen aus Schaumgummi, seltener auch aus Hanffasern, die mit einer Desinfektionslösung getränkt ist oder in einer mit Desinfektionslösung gefüllten flachen Wanne liegt. Tritt man auf die Fußmatte, so wird die Desinfektionslösung aus der Matte gedrückt, kommt mit dem am Schuh haftenden Schmutz in Kontakt und wäscht ihn so weit wie möglich ab oder desinfiziert das Schuhwerk zumindest. Die Matte muss von der Größe und Auslegung her so bemessen sein, dass sie nicht umgangen werden kann und somit eine zuverlässige Schuhreinigung gewährleistet ist. Die Desinfektionslösung muss regelmäßig nachgefüllt werden, da sie bei der Benutzung oder durch Verdunstung verloren geht und die Matte so mangels Desinfektionslösung ihre Wirksamkeit verliert.